# Залізорудна промисловість Сполучених Штатів Америки
Залізорудна промисловість США — підгалузь металургії з видобутку та вилучення заліза з руд і розсипів на території Сполучених Штатів Америки.

## Поклади залізних руд вСША
За запасами залізних руд США займають 1-е місце на Американському континенті (1999). У США є великі родов. залізняку, здатні забезпечити сировиною потреби країни. Гол. тип залізорудних родов. — пласто- і лінзоподібні тіла магнетит-гематитових руд в докембрійських залізистих кварцитах (таконітах). Великі родовища цього типу розташовуються на півночі США поблизу кордону з Канадою, в районіні озера Верхнє — так званий, Залізорудний басейн Верхнього озера. У межах цього басейну знаходиться 89% загальних запасів США. Найбільш великими за запасами є родов. Месабі (12 млрд т руди з сер. вмістом Fe 49%), Маркетт (запаси руди 5 млрд т, вміст 41%), Меноміні (запаси 5 млрд т, вміст 33%) і Куюна (запаси 370 млн т, в тому числі 176 млн т залізо-марганцевих руд із вмістом Fe 30% і Mn 10,5%).
На початку XXI ст. більша частина запасів багатих руд в США вже видобута. За різними оцінками, розвідані запаси низькосортних руд, що залишилися становлять 2.6-6 млрд т. Значні запаси залізняку (0.9-2 млрд т) зосереджені в родовищах Бірмінгемського району. Руди складені переважно гематитовими оолітами і в середньому містять 35% заліза.

## Видобуток і переробка залізних руд вСША
Видобуток зал. руди в США в 2-й половині ХХ ст. характеризувався тенденцією до зниження. У 1993 бл. 12% спожитого в країні залізняку склав імпорт, головним чином з Канади, Бразилії і Венесуели (в 1950 - 8%). Ця тенденція збереглася і на початку XXI ст. Видобуток Fe - руд у США в 2001 р. (в дужках за 2000 р.) склав (в млн т): 45,8 (63,1); [Mining J. - 2002. - 339, № 8693. - Р. 25-27]. Центр видобутку зал. руди – р-н Месаб в бас. Верхнього озера, де розташовано 8 кар'єрів. Більшість запасів високосортних руд (з середнім вмістом заліза 50-58%) сьогодні вже відпрацьована. Розробка введеться підземним і відкритим (переважно) способами. Коеф. розкриву 0,18-1,46. Руда містить 18-40% заліза, частіше 20-25%. Обсяг видобутку руди 210,85 млн т/рік (1999). Руда збагачується, потім обкочується. На котуни припадає 86 % всього виробництва залізорудної продукції – 64,8 млн т/рік (1999). Сер. вміст заліза в товарній руді 64,2%.
У 1999 р. в США діяло 9 потужних ГЗК, які разом з 3-а канадськими ГЗК виробляли основний обсяг залізорудного продукції Північної Америки. Існує тенденція до зростання видобутку залізної руди і виробництва котунів. За висновками експертів подальший розвиток ГЗК США в XXI ст. приведе до їх перетворення у гірничо-металургійні комплекси, на яких будуть вироблятися котуни з наступним їх прямим відновленням в залізо і одержанням високоякісної сталі без доменного процесу. Експерти прогнозують загальний розвиток видобутку та первинної переробки Fe-руд в США в перший період XXI ст. За оцінками, відбудеться збільшення виплавки сталі в країні від 98 млн т у 1998 р. до 114 млн т в 2010 р. При цьому попит на залізорудні котуни зменшиться, що обумовлено прогнозованим зменшенням конвертерної виплавки сталі від 54 до 50 млн т і збільшенням виробництва сталі в електропечах від 44 до 64 млн т.
У 2000 р. видобуток Fe-руд і виробництво первинної продукції на провідних 12 гірничих підприємствах, 10 збагачувальних фабриках і 10 заводах залізорудних котунів оцінювалися в 1,7 млрд дол. [Mining Eng. (USA). - 2001. - 53, № 5. - Р. 35-37].